# 그레그 스톤
그레그 스톤(Greg Stone, 1961년 6월 23일 ~ )은 오스트레일리아의 배우이다.
퍼스에서 태어났다.

## 영화
- 추방된 아이들 (2010년)
- 반 디멘스 랜드 (2009년)
- 헬스 게이츠 (2008년)
- 블러디 스윗 히트 (2007년)
- 뱅크 (2001년)
- 두 여자와 아기 (1998년)
- 위험한 거래 (1994년)